# Diocesi di Faustinopoli
La diocesi di Faustinopoli (in latino Dioecesis Faustinopolitana) è una sede soppressa del patriarcato di Costantinopoli e sede titolare della Chiesa cattolica.

## Storia
Faustinopoli, identificabile con il villaggio di Başmakçı nel distretto di Ulukışla in Turchia, è un'antica sede episcopale della provincia romana della Cappadocia Seconda nella diocesi civile del Ponto. Faceva parte del patriarcato di Costantinopoli ed era suffraganea dell'arcidiocesi di Tiana.
La diocesi è documentata nelle Notitiae episcopatuum del patriarcato fino al XII secolo.
Sono tre i vescovi noti di questa diocesi: Daniele, che prese parte al concilio di Efeso 431; Patrofilo, che sottoscrisse nel 458 la lettera dei vescovi della Cappadocia Seconda all'imperatore Leone dopo la morte di Proterio di Alessandria; e Giovanni, che partecipò al terzo concilio di Costantinopoli nel 680 e al concilio detto in Trullo nel 692. A quest'ultimo vescovo è attribuibile un sigillo, datato tra la metà del VII secolo e la metà del secolo successivo.
Dal XX secolo Faustinopoli è annoverata tra le sedi vescovili titolari della Chiesa cattolica; la sede è vacante dal 16 marzo 1973.

## Cronotassi

### Vescovi greci
- Daniele † (menzionato nel 431)
- Patrofilo † (menzionato nel 458)
- Giovanni † (prima del 680 - dopo il 692)

### Vescovi titolari
- Louis Janssens, C.I.C.M. † (7 luglio 1922 - 11 aprile 1946 nominato vescovo di Jinzhou)
- Bernard Czapliński † (20 gennaio 1948 - 16 marzo 1973 nominato vescovo di Chełmno)